# خوان خيسوس غارسيا
خوان خيسوس غارسيا (بالإسبانية: Juan Jesús García)‏ هو مبارز بالسيف إسباني، ولد في 11 مارس 1905، وتوفي في 1 ديسمبر 1934.

## وصلات خارجية
- خوان خيسوس غارسيا على موقع أوليمبيديا (الإنجليزية)